# Équitation aux Jeux olympiques d'été de 2020
Navigation
Rio 2016 Paris 2024
Les épreuves d'équitation aux Jeux olympiques d'été de 2020 à Tokyo sont le saut d'obstacles, le dressage et le concours complet, disputées à titre individuel et par équipes. En raison de la pandémie de Covid-19, les Jeux olympiques sont repoussés à l'été 2021.

## Épreuves
Six titres issus de trois disciplines sont disputés à l'occasion de ces Jeux olympiques d'été de 2020, ainsi qu'indiqué par le tableau suivant :
| Discipline       | Individuel | Par équipe | Total |
| ---------------- | ---------- | ---------- | ----- |
| Dressage         | 1          | 1          | 2     |
| Saut d'obstacles | 1          | 1          | 2     |
| Concours complet | 1          | 1          | 2     |
| Total            | 3          | 3          | 6     |

## Organisation

### Qualifications
Les 200 places de quota pour l'équitation sont réparties entre les trois disciplines : 75 pour le saut, 65 pour le concours complet et 60 pour le dressage.
Les équipes de chaque discipline sont composées de trois paires de chevaux et de cavaliers ; tout comité national ayant qualifié une équipe (20 équipes pour le saut d'obstacles, 15 pour le concours complet et le dressage) a également reçu 3 inscriptions à la compétition individuelle pour cette discipline.
Les CNO qui ne qualifiaient pas les équipes pouvaient gagner une place individuelle en dressage et saut et jusqu'à deux places individuelles en concours complet, pour un total de 15 entrées en saut et dressage et 20 pour le concours complet. Les équipes se qualifient principalement par le biais de compétitions spécifiques (Jeux équestres mondiaux et tournois continentaux), tandis que les individus se qualifient par classement.
Le pays hôte, le Japon, a automatiquement qualifié une équipe dans chaque discipline.
| Épreuves                              | Date                                                           | Lieu                                                         | Dressage | Dressage                                                    | Dressage   | Dressage                                | Complet | Complet                                                             | Complet    | Complet                                                  | Jumping | Jumping                                              | Jumping    | Jumping                                                     |
| Épreuves                              | Date                                                           | Lieu                                                         | Équipe   | Équipe                                                      | Individuel | Individuel                              | Équipe  | Équipe                                                              | Individuel | Individuel                                               | Équipe  | Équipe                                               | Individuel | Individuel                                                  |
| Épreuves                              | Date                                                           | Lieu                                                         | Quota    | Qualifiés                                                   | Quota      | Qualifiés                               | Quota   | Qualifiés                                                           | Quota      | Qualifiés                                                | Quota   | Qualifiés                                            | Quota      | Qualifiés                                                   |
| ------------------------------------- | -------------------------------------------------------------- | ------------------------------------------------------------ | -------- | ----------------------------------------------------------- | ---------- | --------------------------------------- | ------- | ------------------------------------------------------------------- | ---------- | -------------------------------------------------------- | ------- | ---------------------------------------------------- | ---------- | ----------------------------------------------------------- |
| Pays Hôte                             | Pays Hôte                                                      | Pays Hôte                                                    | 1        | Japon                                                       | 1x3        | voir équipe                             | 1       | Japon                                                               | 1x3        | voir équipe                                              | 1       | Japon                                                | 1x3        | voir équipe                                                 |
| Jeux équestres mondiaux de 2018       | 11–23 septembre 2018                                           | Tryon, États-Unis                                            | 6        | Allemagne États-Unis Grande-Bretagne Suède Pays-Bas Espagne | 6x3        | voir équipe                             | 6       | Grande-Bretagne Irlande France Allemagne Australie Nouvelle-Zélande | 6x3        | voir équipe                                              | 6       | États-Unis Suède Allemagne Suisse Pays-Bas Australie | 6x3        | voir équipe                                                 |
| Championnats d'Europe (Groupe A/B)    | 19–25 août 2019 August 28 – 1er septembre 2019 19–25 août 2019 | Rotterdam, Pays-Bas Luhmühlen, Allemagne Rotterdam, Pays-Bas | 3        | Danemark Irlande Portugal                                   | 3x3        | voir équipe                             | 2       | Suède Italie                                                        | 2x3        | voir équipe                                              | 3       | Belgique Grande-Bretagne France                      | 3x3        | voir équipe                                                 |
| Qualification Groupe C                | 20–23 juin 2019 23–26 mai 2019 20–23 juin 2019                 | Moscou, Russie Baborowko, Pologne Budapest, Hongrie          | 1        | Russie                                                      | 1x3        | voir équipe                             | 1       | Pologne                                                             | 1x3        | voir équipe                                              | 2       | Israël Ukraine                                       | 2x3        | voir équipe                                                 |
| Jeux panaméricains de 2019 Groupe D/E | 26 juillet – 11 août 2019                                      | Lima, Pérou                                                  | 1        | Canada Brésil                                               | 2+1        | voir équipe Brésil                      | 2       | États-Unis Brésil                                                   | 2x3        | voir équipe                                              | 3       | Brésil États-Unis Mexique                            | 3x3+4      | voir équipe Argentine Colombie République dominicaine Chili |
| Qualification Groupe F                | 24–27 octobre 2019 10–13 octobre 2019                          | Exloo, Pays-Bas Rabat, Maroc                                 | 1        | Afrique du Sud                                              | 2          | Afrique du Sud                          | 2       | Chine Thaïlande                                                     | 2x3        | voir équipe                                              | 2       | Égypte Qatar                                         | 2x3        | voir équipe                                                 |
| Qualification Groupe G                | 11–23 septembre 2018 12–13 août 2019                           | Tryon, États-Unis Valkenswaard, Pays-Bas                     | 1        | Australie                                                   | 1x3        | voir équipe                             | 2       | Chine Thaïlande                                                     | 2x3        | voir équipe                                              | 2       | Nouvelle-Zélande Chine                               | 2x3        | voir équipe                                                 |
| Catégorie ouverte                     |                                                                |                                                              | 1        | France Autriche                                             | 2x3        | voir équipe                             | 1       | Suisse                                                              | 1x3        | voir équipe                                              | 1       | Irlande Chine                                        | 1x3        | voir équipe                                                 |
| Rang FEI                              | Groupe A (Europe Nord-Ouest)                                   | Groupe A (Europe Nord-Ouest)                                 | NC       | NC                                                          | 2          | Finlande Norvège                        | NC      | NC                                                                  | 2          | Pays-Bas (2)                                             | NC      | NC                                                   | 2          |                                                             |
| Rang FEI                              | Groupe B (Europe Sud-Ouest)                                    | Groupe B (Europe Sud-Ouest)                                  | NC       | NC                                                          | 2          | Luxembourg Suisse                       | NC      | NC                                                                  | 2          | Belgique Espagne                                         | NC      | NC                                                   | 2          |                                                             |
| Rang FEI                              | Groupe C (Europe centrale/Est/Asie Centrale)                   | Groupe C (Europe centrale/Est/Asie Centrale)                 | NC       | NC                                                          | 2          | Ukraine Biélorussie                     | NC      | NC                                                                  | 2          | Russie (2)                                               | NC      | NC                                                   | 2          |                                                             |
| Rang FEI                              | Groupe D (Amérique du Nord/Caraïbes)                           | Groupe D (Amérique du Nord/Caraïbes)                         | NC       | NC                                                          | 3          | République dominicaine Bermudes Mexique | NC      | NC                                                                  | 2          | Canada (2)                                               | NC      | NC                                                   | NC         | NC                                                          |
| Rang FEI                              | Groupe E (Amérique du Sud)                                     | Groupe E (Amérique du Sud)                                   | NC       | NC                                                          | 3          | République dominicaine Bermudes Mexique | NC      | NC                                                                  | 2          | Chili Porto Rico                                         | NC      | NC                                                   | NC         | NC                                                          |
| Rang FEI                              | Groupe F (Afrique / Moyen-Orient)                              | Groupe F (Afrique / Moyen-Orient)                            | NC       | NC                                                          | 2          | Afrique du Sud Maroc                    | NC      | NC                                                                  | 2          | Afrique du Sud Pakistan                                  | NC      | NC                                                   | 2          |                                                             |
| Rang FEI                              | Groupe G (Asie du Sud-Est / Océanie)                           | Groupe G (Asie du Sud-Est / Océanie)                         | NC       | NC                                                          | 2          | Nouvelle-Zélande Corée du Sud           | NC      | NC                                                                  | 2          | Inde Hong Kong                                           | NC      | NC                                                   | 2          |                                                             |
| Rang FEI                              | Autres                                                         | Autres                                                       | NC       | NC                                                          | 1          | Belgique                                | NC      | NC                                                                  | 6          | République tchèque (2) Biélorussie (2) Danemark Autriche | NC      | NC                                                   | 1          |                                                             |
| Total                                 | Total                                                          | Total                                                        | 15       | 15                                                          | 60         | 60                                      | 15      | 15                                                                  | 65         | 65                                                       | 20      | 20                                                   | 75         | 75                                                          |

### Site des compétitions
Le parcours de cross est installé à Kōtō tandis que le parc équestre où se déroule les autres disciplines se situe à Setagaya dans la zone héritage. En effet, ce site avait accueilli les Jeux de Tokyo 1964. 

### Calendrier
Les épreuves équestres doivent se dérouler en 2021.
| Q | Qualification | F | Finale |

| Équitation aux Jeux olympiques de 2020 | Équitation aux Jeux olympiques de 2020 | Équitation aux Jeux olympiques de 2020 | Équitation aux Jeux olympiques de 2020 | Équitation aux Jeux olympiques de 2020 | Équitation aux Jeux olympiques de 2020 | Équitation aux Jeux olympiques de 2020 | Équitation aux Jeux olympiques de 2020 | Équitation aux Jeux olympiques de 2020 | Équitation aux Jeux olympiques de 2020 | Équitation aux Jeux olympiques de 2020 | Équitation aux Jeux olympiques de 2020 | Équitation aux Jeux olympiques de 2020 | Équitation aux Jeux olympiques de 2020 | Équitation aux Jeux olympiques de 2020 | Équitation aux Jeux olympiques de 2020 | Équitation aux Jeux olympiques de 2020 | Équitation aux Jeux olympiques de 2020 | Équitation aux Jeux olympiques de 2020 |
| Juillet/Août                           | Juillet/Août                           | Juillet/Août                           | Sam 24                                 | Dim 25                                 | Lun 26                                 | Mar 27                                 | Mer 28                                 | Jeu 29                                 | Ven 30                                 | Sam 31                                 | Dim 01                                 | Dim 01                                 | Lun 02                                 | Mar 03                                 | Mer 04                                 | Jeu 05                                 | Ven 06                                 | Sam 07                                 |
| -------------------------------------- | -------------------------------------- | -------------------------------------- | -------------------------------------- | -------------------------------------- | -------------------------------------- | -------------------------------------- | -------------------------------------- | -------------------------------------- | -------------------------------------- | -------------------------------------- | -------------------------------------- | -------------------------------------- | -------------------------------------- | -------------------------------------- | -------------------------------------- | -------------------------------------- | -------------------------------------- | -------------------------------------- |
| Dressage                               | Dressage                               | Dressage                               | Q                                      | Q                                      |                                        | Éq.                                    | Ind                                    |                                        |                                        |                                        |                                        |                                        |                                        |                                        |                                        |                                        |                                        |                                        |
| Saut d'obstacle                        | Saut d'obstacle                        | Saut d'obstacle                        |                                        |                                        |                                        |                                        |                                        |                                        |                                        |                                        |                                        |                                        |                                        | Q                                      | Ind                                    |                                        | Q                                      | Éq.                                    |
| Concours complet                       | Concours complet                       | Concours complet                       |                                        |                                        |                                        |                                        |                                        |                                        | Q                                      | Q                                      | Éq.                                    | Ind                                    |                                        |                                        |                                        |                                        |                                        |                                        |

## Résultats

### Podiums
| Dressage                        | | | |
| Individuel résultats détaillés  | Jessica von Bredow-Werndl sur TSF Dalera Allemagne                                                                    | Isabell Werth sur Bella Rose 2 Allemagne                                                                           | Charlotte Dujardin sur Gio Grande-Bretagne                                                                      |
| Par équipes résultats détaillés | Allemagne Dorothee Schneider sur Showtime FRH Isabell Werth sur Bella Rose 2 Jessica von Bredow-Werndl sur TSF Dalera | États-Unis Adrienne Lyle sur Salvino Steffen Peters sur Suppenkasper Sabine Schut-Kery sur Sanceo                  | Grande-Bretagne Carl Hester sur En vogue Charlotte Fry sur Everdale Charlotte Dujardin sur Gio                  |
| Saut d'obstacles                | | | |
| Individuel résultats détaillés  | Ben Maher sur Explosion W Grande-Bretagne                                                                             | Peder Fredricson sur All In Suède                                                                                  | Maikel van der Vleuten sur Beauville Z Pays-Bas                                                                 |
| Par équipes résultats détaillés | Suède Henrik von Eckermann sur King Edward Malin Baryard-Johnsson sur Indiana Peder Fredricson sur All In             | États-Unis Laura Kraut sur Baloutinue Jessica Springsteen sur Don Juan van de Donkhoeve McLain Ward sur Contagious | Belgique Pieter Devos sur Claire Z Jérôme Guery sur Quel Homme de Hus Grégory Wathelet sur Nevados S            |
| Concours complet                | | | |
| Individuel résultats détaillés  | Julia Krajewski sur Amande de B'Neville Allemagne                                                                     | Tom McEwen sur Toledo de Kerser Grande-Bretagne                                                                    | Andrew Hoy sur Vassily de Lassos Australie                                                                      |
| Par équipes résultats détaillés | Grande-Bretagne Laura Collett sur London 52 Tom McEwen sur Toledo de Kerser Oliver Townend sur Ballaghmor Class       | Australie Kevin McNab sur Don Quidam Andrew Hoy sur Vassily de Lassos Shane Rose sur Virgil                        | France Karim Laghouag sur Triton Fontaine Christopher Six sur Totem de Brecey Nicolas Touzaint sur Absolut Gold |

### Tableau des médailles
| Rang  | Nation          | Or | Argent | Bronze | Total |
| ----- | --------------- | -- | ------ | ------ | ----- |
| 1     | Allemagne       | 3  | 1      | 0      | 4     |
| 2     | Grande-Bretagne | 2  | 1      | 2      | 5     |
| 3     | Suède           | 1  | 1      | 0      | 2     |
| 4     | États-Unis      | 0  | 2      | 0      | 2     |
| 5     | Australie       | 0  | 1      | 1      | 2     |
| 6     | France          | 0  | 0      | 1      | 1     |
| 6     | Belgique        | 0  | 0      | 1      | 1     |
| 6     | Pays-Bas        | 0  | 0      | 1      | 1     |
| Total | Total           | 6  | 6      | 6      | 18    |

## Controverses
Ces jeux olympiques sont marqués par plusieurs controverses liées au traitement des chevaux. 
Le hongre Jet Set, victime d'une chute pendant le parcours de cross de l'épreuve de complet par équipes, est euthanasié le jour même de son accident en raison d'une rupture de ligament à l'antérieur droit. Ce drame remet en lumière les dangers inhérents à la pratique du concours complet.
Pendant l'épreuve individuelle de saut d'obstacles, le hongre gris Kilkenny monté par l'Irlandais Cian O'Connor se met à saigner abondamment du nez (epistaxis), ce qui conduit au remplacement du couple par les réservistes de l'équipe irlandaise pour l'épreuve de CSO par équipes.